# Iryna Fiadotawa
Iryna Fiadotawa (ur. 23 maja 1968) – białoruska niewidoma kolarka, trzykrotna mistrzyni paraolimpijska, uczestniczka igrzysk paraolimpijskich w Sydney, Atenach i Pekinie.